# Dundee (circonscription du Parlement d'Écosse)
Pour les articles homonymes, voir Dundee (homonymie).
Dundee dans le Forfarshire était un Burgh royal qui a élu un Commissaire au Parlement d'Écosse et à la Convention des États.
Après les Actes d'Union de 1707, Dundee, Cupar, Forfar, Perth et St Andrews ont formé le district de Perth, envoyant un membre à la Chambre des communes de Grande-Bretagne.

## Liste des commissaires de burgh
- 1643 (convention): Thomas Mudie  [1]
- 1643 (convention): Robert Davidson [1]
- 1643 (convention): George Brown [1]
- 1644: Thomas Haliburton [1]
- 1645: James Sympson [1]
- 1645–47, 1648–51, 1661–63: Alexander Wedderburn de Kingany, provost [2]
- 1649, 1651: Robert Davidson [3]
- 1650-51: Alexander Bower [3]
- 1665 (convention): George Fletcher, doyen de la guilde [4]
- 1667 (convention): John Kinloch, merchant, bailie [5]
- 1669–1674: George Forrester, marchand-bourgeois, conseiller municipal [6]
- 1678 (convention): Alexander Wedderburn, provost [7]
- 1681–82, 1702, 1702–07: John Scrymgeour de Kirktoun, provost [8]
- 1685–86, 1689 (convention), 1689–1701: James Fletcher, provost  (mort vers 1701) [9]